# Placogorgia dentata
Placogorgia dentata is een zachte koraalsoort uit de familie Plexauridae. De koraalsoort komt uit het geslacht Placogorgia. Placogorgia dentata werd in 1910 voor het eerst wetenschappelijk beschreven door Nutting. 